# Carlos Fernández Shaw
Carlos Fernández Shaw (Cadis, 23 de setembre de 1865-El Pardo, 7 de juny de 1911) va ser un dramaturg, poeta i periodista espanyol, pare del periodista i llibretista Guillermo Fernández-Shaw i de l'arquitecte Casto Fernández Shaw. Un dels seus descendents, Carlos Fernández Shaw, va ser cònsol general espanyol als Estats Units a finals del segle XX i coautor del llibre The Hispanic Presence in North Amèrica.

## Biografia

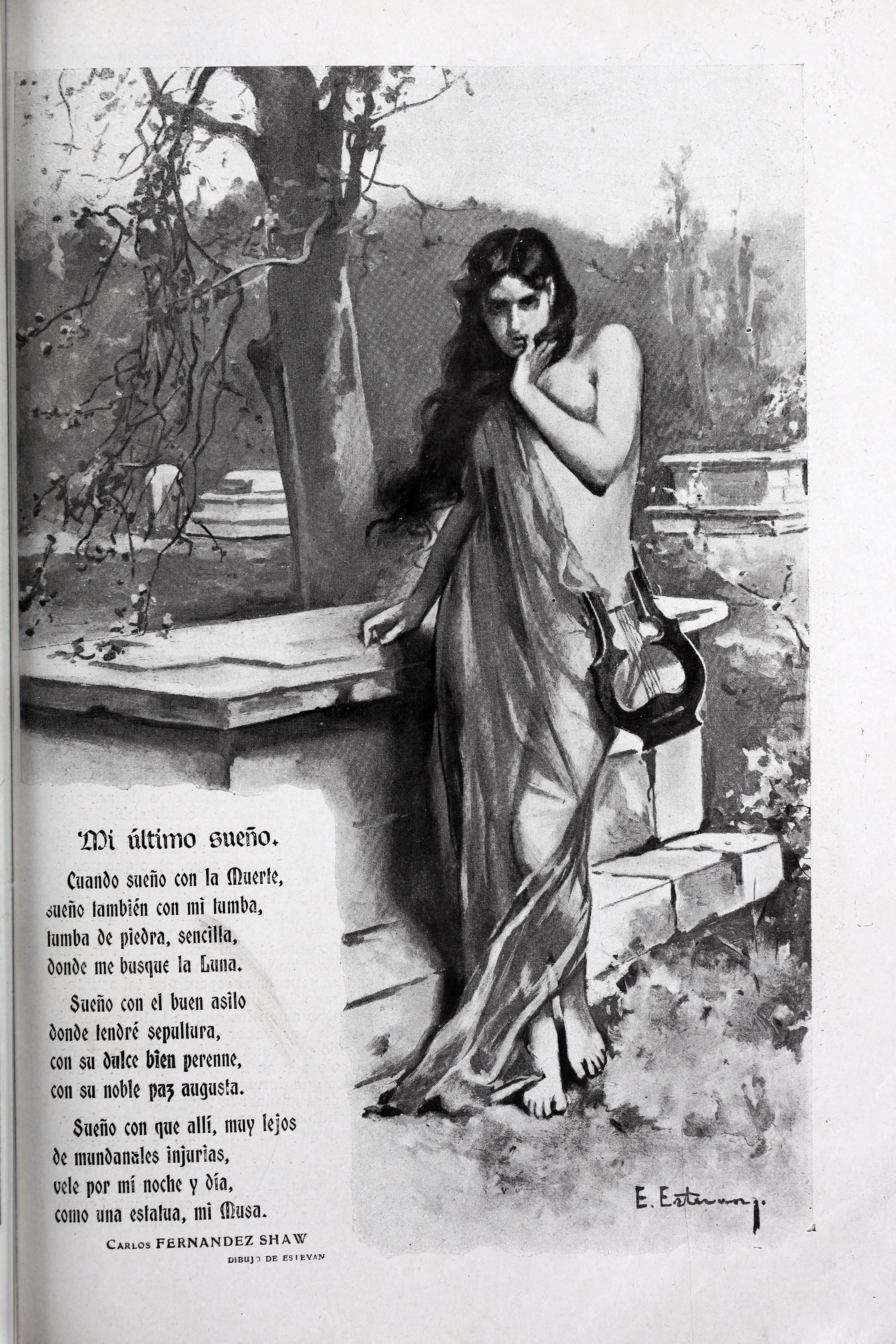
"El meu últim somni", poema de Fernández Shaw amb il·lustració d'Enrique Estevan (Blanco y Negro, 6 de novembre de 1909)

Va néixer de pare espanyol i mare anglesa. Va estudiar als col·legis de primària i secundària a Cadis i més tard a Madrid, dedicant-se de jove a la poesia. A la seva ciutat natal, va guanyar com a estudiant diversos premis de poesia. El 1883 va publicar el seu primer poemari, Poesies, i quatre anys després,Tardes d'Abril y Mayo sota els auspicis de Gaspar Núñez d'Arce. Es va traslladar a Madrid on va arribar a llicenciar-se en Dret a la Universitat Central. va ser abans professor i després degà a la facultat de dret de la Universitat madrilenya. Va escriure per diversos diaris i setmanals espanyols. Va ser secretari i més tard director de la Secció de Literatura de l'Ateneo de Madrid. Va col·laborar en La Il·lustració, El Correo, ABC, Blanco i Negro, Nuevo Mundo, Por estos Mundos i Los Madriles.
Tres anys després va contraure matrimoni amb Cecilia Iturralde i Macpherson, i va provar fortuna en la política, com a Diputat Provincial, però la vida pública no era la seva vocació i ho va deixar. Va ser redactor de La Época des de 1888 fins a 1899, any en què va abandonar el periodisme per dedicar-se exclusivament al teatre.

El 1910 caigué malalt de neurastènia; el 30 de maig de 1911, Va intentar suïcidar-se ingerint verí en un rapte de bogeria, però no va morir fins al cap d'uns quants dies amb un patiment indescriptible, el 7 de juny. Està enterrat en el Cementiri de l'Almudena de Madrid, i en la seva làpida hi ha aquests versos seus Traduits al català: "Quan somio amb la Mort / somio també amb la meva tomba; / tomba de pedra senzilla, / on em busqui la lluna..." 

## Obra
Va dedicar la seva vida a la poesia i a les lletres escrivint diversos textos teatrals i llibrets per zasarsuela. Després de l'èxit de la sarsuela La revoltosa (1897), el llibret de la qual havia compost al costat de José López Silva. Aquesta col·laboració va ser el començament per a tots dos d'una fructífera relació creativa en el camp del teatre líric. Entre aquestes es recorden els llibrets per les obres Margarita la tornera de Ruperto Chapí i La vida breve de Manuel de Falla.
Després de la seva mort, el seu fill Guillermo es va fer càrrec dels seus projectes com libretista juntament amb el dramaturg Federico Romero Sarachaga (en sarsueles com: Doña Francisquita, La rosa del azafrán, Luisa Fernanda, La tavernera del puerto).